# Wouter ter Maat
Wouter ter Maat (Rijssen, 7 maggio 1991) è un pallavolista olandese, opposto dello Ziraat Bankası.

## Carriera

### Club
La carriera di Wouter ter Maat inizia nella squadra della sua città natale, il RIVO, con cui prende parte alle categorie minori del campionato olandese, lavorando parallelamente come meccanico di auto. Nella stagione 2014-15 debutta da professionista in Eredivisie, difendendo i colori dello Zwolle: si aggiudica la Supercoppa olandese, la coppa nazionale e lo scudetto, emigrando quindi per la prima volta all'estero nella stagione seguente, ingaggiato dal VDK Gent, nella Liga A belga.
Per il campionato 2016-17 si trasferisce nella 1. Bundesliga tedesca col Charlottenburg, con cui si laurea campione di Germania, mentre nel campionato seguente è di scena nella Ligue A francese col Paris. Approda quindi in Turchia nella stagione 2018-19, militando per un biennio nel Fenerbahçe, in Efeler Ligi, conquistando uno scudetto e una Coppa di Turchia: si accasa quindi allo Ziraat Bankası nell'annata 2020-21, vincendo altri tre scudetti, venendo premiato altrettante volte come miglior opposto, e tre Supercoppe turche, premiato come MVP nell'edizione 2021 e 2023, e l'edizione 2024-25 della Coppa CEV.

### Nazionale
Fa il suo esordio nella nazionale olandese nel 2016, in occasione della World League. In seguito si aggiudica la medaglia di bronzo all'European Golden League 2019.

## Palmarès

### Club
- Campionato olandese: 3

2014-15
- Campionato tedesco: 1

2016-17
- Campionato turco: 4

2018-19, 2020-21, 2021-22, 2022-23
- Coppa dei Paesi Bassi: 6

2014-15
- Coppa di Turchia: 1

2018-19
- Supercoppa olandese: 1

2014
- Supercoppa turca: 3

2021, 2022, 2023
- Coppa CEV: 1

2024-25

### Nazionale (competizioni minori)
- European Golden League 2019

### Premi individuali
- 2021 - Efeler Ligi: Miglior opposto
- 2021 - Supercoppa turca: MVP
- 2022 - Efeler Ligi: Miglior opposto
- 2023 - Efeler Ligi: Miglior opposto
- 2023 - Supercoppa turca: MVP